# Короткое замыкание 2
«Короткое замыкание 2» (англ. Short Circuit 2) — американский научно-фантастический комедийный кинофильм 1988 года. Сиквел фильма 1986 года.

## Сюжет
Джонни 5 — робот, созданный компанией «Nova Robotics» для военных целей и развивший искусственный интеллект из-за короткого замыкания, вызванного молнией. В начале фильма нам рассказывается о Бене Джарви, который по своему происхождению индиец, а по профессии — изобретатель-конструктор роботов. Будучи уволенным из компании «Нова» в результате инцидента с Джонни 5, он был вынужден работать уличным торговцем.
Теперь Бен оказался на мели, он вынужден жить в фургончике и делать игрушечных роботов для продажи на улице. Идея была проста — Бен был неплохим механиком, и для него ничего не стоило разработать миниатюрную модель Джонни — гораздо сложнее делать их быстро и в большом объёме.
Маленькие роботы привлекают внимание сотрудницы известного магазина игрушек и она делает Бену выгодное предложение — к Рождеству он должен собрать тысячу таких роботов и продать магазину оптом.
Предприимчивый американец советует Бену принять выгодное предложение и обещает помочь ему в выполнении заказа. Бен заключает сделку. Вместе со своим компаньоном он арендует рабочий цех и привлекает помощников. В то же время Стэфани прислала ему настоящего Джонни 5. Как известно, в конце первого фильма компания, состоящая из Кросби, Стэфани и Джонни, отправляется на участок Кросби размером 40 акров. Вероятно, к событиям второй части они уже обустроились и решили помочь Бену в его небольшом бизнесе.
Бен выбирает неудачное место для работы: этажом ниже находится целая банда преступников, специализирующихся на ограблениях. Они роют подземный ход в хранилище, где содержится коллекция бриллиантов. Появление Бена и его помощников может сорвать подготовку к ограблению, поэтому грабители принимают решение избавиться от нежелательных соседей…
В конце фильма «Джонни Пятому» в торжественной обстановке присваивают статус гражданина.

## В ролях
- Тим Блейни — голос Джонни 5
- Фишер Стивенс — Бен Джарви
- Майкл Маккин — Фред Риттер
- Синтия Гибб — Сэнди Банатони
- Джек Уэстон — Оскар Болдуин
- Дэвид Хемблен — Джонс
- Дон Лейк — Мэник Майк
- Элли Шиди, исполнявшая роль Стефани Спек в фильме Короткое замыкание, озвучила одну из сцен в фильме